# Guillaume Tardif
Pour les articles homonymes, voir Tardif.
Guillaume Tardif, en latin Guillermus Tardivius Aniciensis, né vers 1438 au Puy-en-Velay et mort vers 1492, est un humaniste français, un des premiers représentants de ce mouvement à Paris, aux côtés de Guillaume Fichet et de Robert Gaguin.
Professeur à Paris à partir des années 1460, il publie des ouvrages sur la grammaire (1470) et la rhétorique (1474). Choisi vers 1476 par Louis XI pour être le précepteur du dauphin Charles, né en 1470, il reste ensuite à son service quand il est devenu Charles VIII.
Il est aussi l'auteur de traductions du latin en français d'ouvrages d'auteurs italiens (Pétrarque, Valla...).

## Biographie
Les sources concernant Guillaume Tardif ne permettent pas de retracer sa biographie de façon exhaustive.

### Professeur à Paris
Il est professeur de grammaire latine et de rhétorique à Paris vers 1467, peut-être au collège de Navarre,.
En 1473, Johannes Reuchlin, accompagnant à Paris le fils du margrave de Bade, Frédéric (futur évêque d'Utrecht), suit les cours de grammaire de Jean Heynlin et les cours de rhétorique de Robert Gaguin et de Guillaume Tardif, dont la réputation de ce dernier est grande dès cette époque.

### Ouvrages pédagogiques (1469 et 1474)

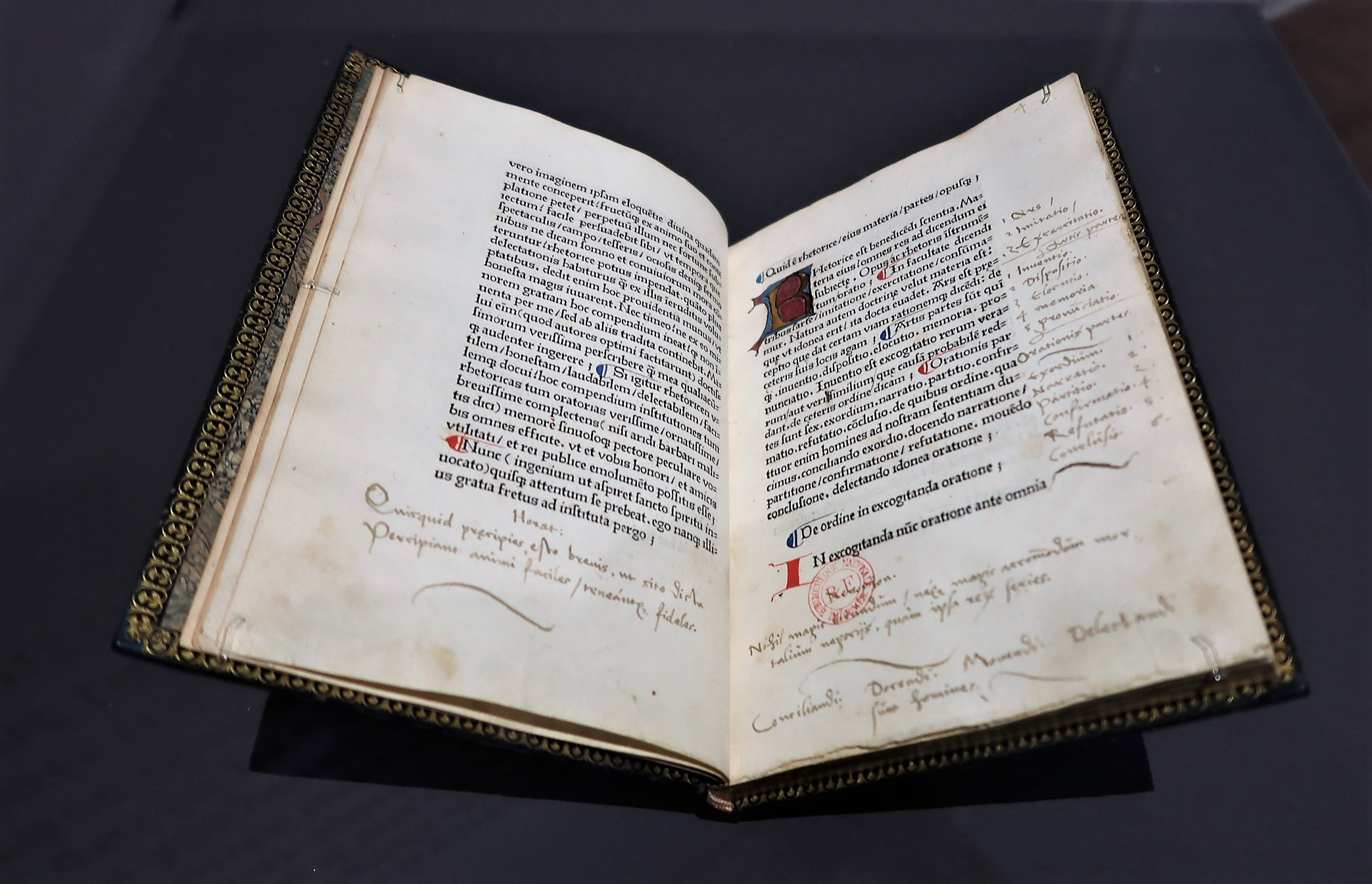
Edition du Rhetoricae artis ac oratoriae facultatis compendium.

Dans les années 1460 et 1470, il est avec Guillaume Fichet et Robert Gaguin un des chefs de file de la renaissance de l'enseignement des lettres à Paris.
En 1469, Tardif compose une « grammaire élémentaire » (Grammaticae basis) que, dans une épître datée du 1er janvier 1470, il dédie à son élève Charles Mariette, fils du lieutenant criminel du Châtelet et filleul de Charles de France, le frère cadet du roi Louis XI (dans cette épître, il dit avoir eu pour élève le prince Charles lui-même).
Son Rhetorice compendium, qui date de 1474, contient un éloge de ce prince, en deux distiques, composé par Louis de Rochechouart, évêque de Saintes.
Sa Rhétorique (1re édition : 1474) est la seconde publiée en France, après celle de Fichet (juillet 1471).

### Au service du dauphin Charles, puis de Charles VIII
Vers 1476, il est choisi par Louis XI comme précepteur du dauphin.
Devenu roi (30 août 1483), Charles VIII lui commande différents ouvrages et fait de lui son « liseur ».

### Conflit avec Girolamo Balbi (1485-1490)
Entre 1485 et 1490, il est en conflit avec l'Italien Girolamo Balbi, arrivé à Paris en 1484.
Ce dernier s'en prend d'abord à l'œuvre de Tardif[réf. nécessaire], puis la querelle dégénère en un échange de libelles et en plaintes devant les instances de l'université.
Balbi s'en prend par ailleurs à son compatriote Fauste Andrelin, arrivé à Paris en 1488.
Finalement, à la suite d'accusations réciproques d'hérésie, Balbi est obligé de fuir Paris sous l'accusation de sodomie.

### Ouvrages divers
Son œuvre comprend des traductions du latin en français, notamment de Pétrarque, des Facéties de Lorenzo Valla, de celles de Poggio Bracciolini et de l'Ars bene moriendi de Matthieu de Cracovie), et une compilation sur l'art de la chasse, réalisée pour Charles VIII.
Il a aussi composé un livre d'heures pour le roi, avec des prières en français, en partie originales, en partie traduites du latin. Certaines figurent dans les Grandes heures royales, ouvrage réalisé par l'imprimeur Antoine Vérard.
Il s'est également occupé d'une édition imprimée du De mirabilibus mundi de Caius Julius Solinus (« Solin »), qui n'est pas datée, mais comporte en guise de préface deux poèmes de Louis de Rochechouart, évêque de Saintes jusqu'en 1492, et de Simon de Roquemadour, son secrétaire (« Arte nova pressos... libellos », « livres imprimés grâce à un art nouveau », écrit ce dernier en évoquant l'imprimerie de Gutenberg).

## Œuvres

### Éditions originales
- Grammaticæ basis (1470) ;
- Rhetoricæ artis et oratoriæ facultatis compendium (1474) ;
- Eloquendi bene dicendique scientiæ compendium (1481/83), dédié au dauphin ;
- L'Art de faulconnerie et des chiens de chasse (1492), traduction et compilation du Livre du roi Dancus (XIIe siècle) et du De scientia venandi per aves de Moamin[9] ;
- Les Apologues et Fables de Laurent Valle (publiées par Antoine Vérard le 18 juillet 1492) ;
- Les facecies de Poge (vers 1492, dédiées à Charles VIII) ;
- Les Ditz des sages hommes, traduction partielle des Rerum memorandarum libri de Pétrarque ;
- L'art de bien mourir (traduction de Matthieu de Cracovie) ;
- Antibalbica sive recriminatio in Balbum ;
- In invidiosam falsamque detractationem ubicunque gentium responsio ac defensio.

### Éditions ultérieures
- Charles Rocher (éd.), Les Apologues de Laurent Valla translatés du latin en françois et suivis des Ditz moraulx par Guillaume Tardif du Puy-en-Velay, Professeur au Collège de Navarre, Maistre-liseur du Roy Charles huictiesme de ce nom, Le Puy, M.-P. Marchessou, et Paris, Didier et Champion, 1876.
- Ernest Jullien (notice et notes), Le livre de l'art de faulconnerie et des chiens de chasse, reproduction de l'édition du 5 janvier 1492 par Antoine Vérard, Paris, Librairie des bibliophiles (Cabinet de vénerie 4), 1882, 2 vol. ; réimpr. Slatkine, 1980, 1 vol.
- Pierre Ruelle (éd.), Les Apologues de Guillaume Tardif et les Facetiæ morales de Laurent Valla, Genève-Paris, Éditions Slatkine, 1986.
- Frédéric Duval et Sandrine Hériché-Pradeau (éds.), Les Facecies de Poge (traduction du Liber facetiarum de Poggio Bracciolini), Genève, Droz (Textes littéraires français 555), 2003.